# Бурятская Автономная Советская Социалистическая Республика
Буря́тская Автоно́мная Сове́тская Социалисти́ческая Респу́блика (Бурятская АССР, бур. Бүгэдэ Найрамдаха Буряадай Автономито Зүблэлэй Социалис Улас) — автономная республика в составе РСФСР, существовавшая с 1923 года по 1991 год — с 1958 под названием Бурятская АССР, с 8 октября 1990 года как Бурятская Советская Социалистическая Республика. С 27 марта 1992 года — республика Бурятия в составе России.
Образована 30 мая 1923 года как Бурят-Монгольская Автономная Социалистическая Советская Республика.
Столица — город Улан-Удэ (до 1934 года назывался Верхнеудинск).

## История
Советская власть на территории Забайкальской области была установлена в феврале 1918 года, но уже летом того же года она была свергнута. В Забайкалье при поддержке Японии установилась власть атамана Г. М. Семёнова. В августе 1918 года в регион вошли японские войска, а в апреле 1919 года — экспедиционный корпус армии США.
2 марта 1920 года Красная Армия при поддержке партизан заняла Верхнеудинск — в Забайкалье установилась Советская власть. 6 апреля 1920 года была образована «буферная» Дальневосточная республика (ДВР), включившая кроме территорий Дальнего Востока также большую часть Забайкалья от Аргуни до Селенги. Верхнеудинск в апреле—октябре 1920 года был столицей ДВР. Таким образом, территории к западу от реки Селенги вошли в состав РСФСР, на восток от Селенги — в состав ДВР.
27 апреля 1921 года в Восточном Забайкалье в составе ДВР была создана Бурят-Монгольская автономная область (Агинский, Баргузинский, Хоринский и Чикойский аймаки; административный центр — Чита).
9 января 1922 года была образована Монголо-Бурятская автономная область в составе РСФСР (Тункинский, Аларский, Эхирит-Булагатский, Боханский и Селенгинский аймаки; административный центр — Иркутск).
В ноябре 1922 года, после вывода иностранных войск с Дальнего Востока и самоликвидации ДВР, Монголо-Бурятская и Бурят-Монгольская автономные области 30 мая 1923 года объединились в Бурято-Монгольскую АССР (с центром в Верхнеудинске) в составе РСФСР. Главой правительства Бурят-Монгольской АССР стал Михей Николаевич Ербанов. В октябре того же года к республике отошла бо́льшая часть упразднённой Прибайкальской губернии Дальневосточной области. 
27 июля 1934 года город Верхнеудинск переименован в Улан-Удэ.
В 1930—1936 годах Бурят-Монгольская АССР входила в Восточно-Сибирский край.
В 1937 году при разделении Восточно-Сибирской области на Иркутскую и Читинскую области из состава Бурят-Монгольской АССР были выделены Усть-Ордынский (к Иркутской области) и Агинский (к Читинской области) национальные округа.
11 августа 1937 года на VII съезде Советов Бурят-Монгольской АССР была принята новая Конституция автономной республики.
7 июля 1958 года Бурят-Монгольская АССР Указом Президиума Верховного Совета СССР переименована в Бурятскую АССР. 25 декабря 1958 года было внесено соответствующее изменение в ст. 22 Конституции СССР 1936 года, а спустя 2 дня аналогичное изменение было внесено в ст. 14 Конституции РСФСР 1937 года.
30 мая 1978 года вслед за принятием новой Конституции РСФСР была утверждена новая Конституция Бурятской АССР.
8 октября 1990 года провозглашен государственный суверенитет Бурятской Советской Социалистической Республики. 24 мая 1991 года Съезд народных депутатов РСФСР утвердил данное решение, внеся поправку в ст. 71 Конституции РСФСР 1978 года.
27 марта 1992 года Верховный Совет Бурятской ССР принял закон о переименовании Бурятской ССР в Республику Бурятия. Через месяц (21 апреля) новое название республики утверждено Съездом народных депутатов России.

## Административное деление

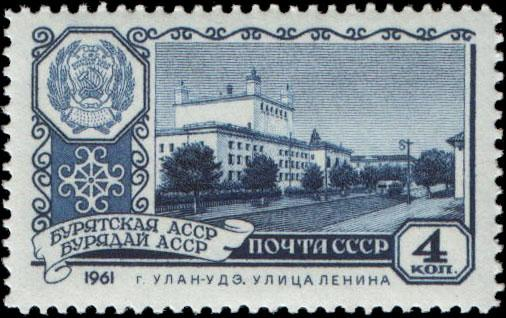
Почтовая марка СССР, 1961 год. Бурятская АССР. Улан-Удэ. Улица Ленина

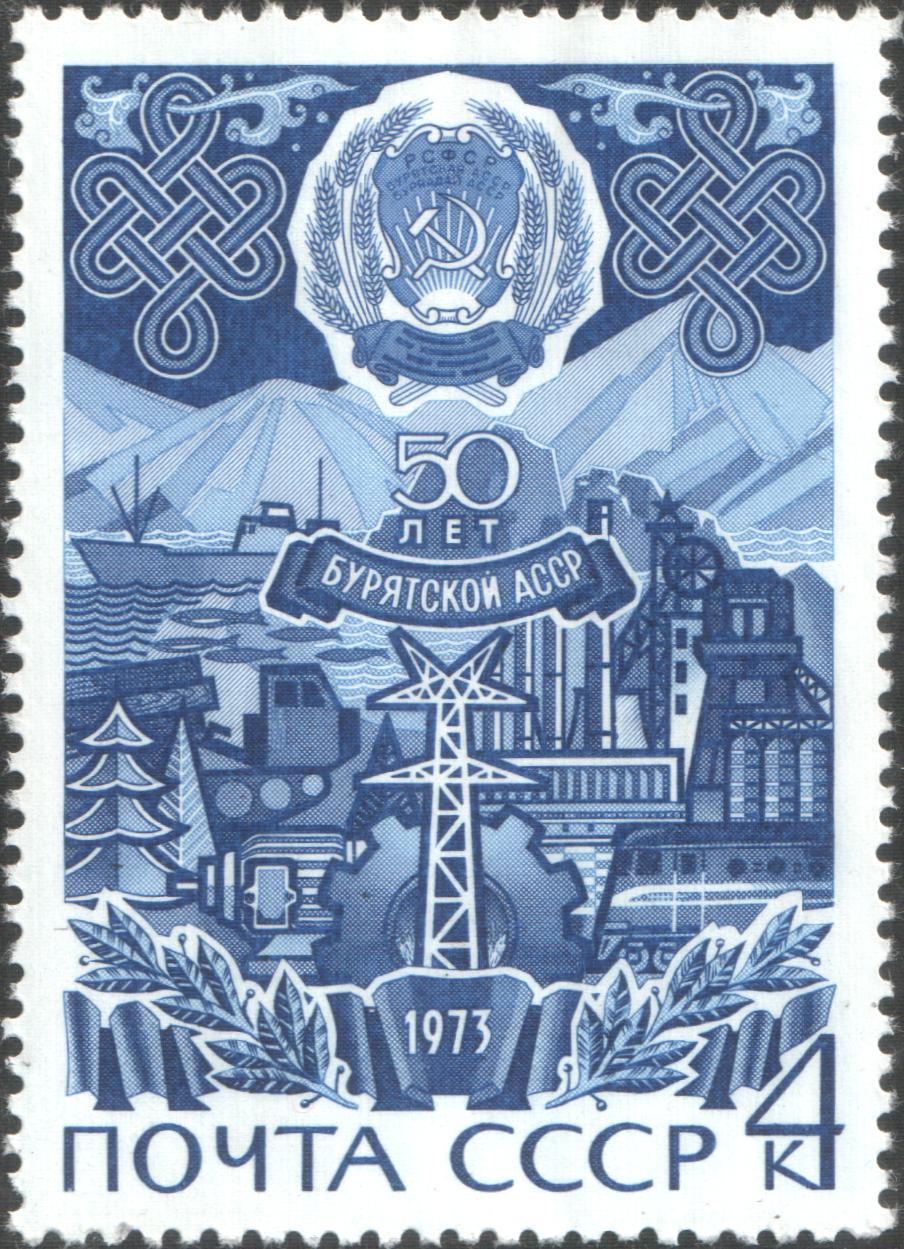
Почтовая марка СССР, 1973 год. 50 лет республики

По состоянию на 1945 год делилась на следующие аймаки:
- Байкало-Кударинский аймак
- Баргузинский аймак
- Баунтовский аймак
- Бичурский аймак
- Джидинский аймак
- Еравнинский аймак
- Заиграевский аймак
- Закаменский аймак
- Иволгинский аймак
- Кабанский аймак
- Кижингинский аймак
- Кударинский аймак
- Курумканский аймак
- Кяхтинский аймак
- Мухоршибирский аймак
- Окинский аймак
- Прибайкальский аймак
- Северо-Байкальский аймак
- Селенгинский аймак
- Тарбагатайский аймак
- Торейский аймак
- Тункинский аймак
- Хоринский аймак

## Статистические данные
- Западная Бурятия По состоянию на август 1920 года: площадь территории — 69 857 км², население — 123,6 тыс. человек.
- Восточная Бурятия По состоянию на май 1923 года: площадь территории — 306 534 км², население — 328,3 тыс. человек.
- По состоянию на май 1930 года: площадь территории — 376 391 км², население — 558,4 тыс. человек.
- По состоянию на 15 июля 1934 года: площадь территории — 376 400 км², население — 605,9 тыс. человек, районов — 16.
- По состоянию на 1 мая 1940 года: площадь территории — 331 400 км², население — 542,2 тыс. человек, сельских районов — 17[10].

### Население
Национальный состав населения Бурятской (Бурят-Монгольской) АССР
| народ/год | 1920   | 1923   | 1926   | 1939   | 1959   | 1970   | 1979   | 1989   |
| --------- | ------ | ------ | ------ | ------ | ------ | ------ | ------ | ------ |
| русские   | 39,8 % | 52,4 % | 52,9 % | 72,0 % | 74,6 % | 73,5 % | 72,0 % | 69,9 % |
| буряты    | 60,2 % | 44,4 % | 43,9 % | 21,3 % | 20,2 % | 22,0 % | 23,0 % | 24,0 % |
| украинцы  | …      | 0,5 %  | 0,4 %  | 2,5 %  | 1,5 %  | 1,3 %  | 1,7 %  | 2,2 %  |
| татары    | …      | 0,6 %  | 0,6 %  | …      | 1,2 %  | 1,2 %  | 1,1 %  | 1,0 %  |

## Награды
- Орден Ленина (1959)
- Орден Дружбы народов (1972)
- Орден Октябрьской Революции (1973)

## См. также

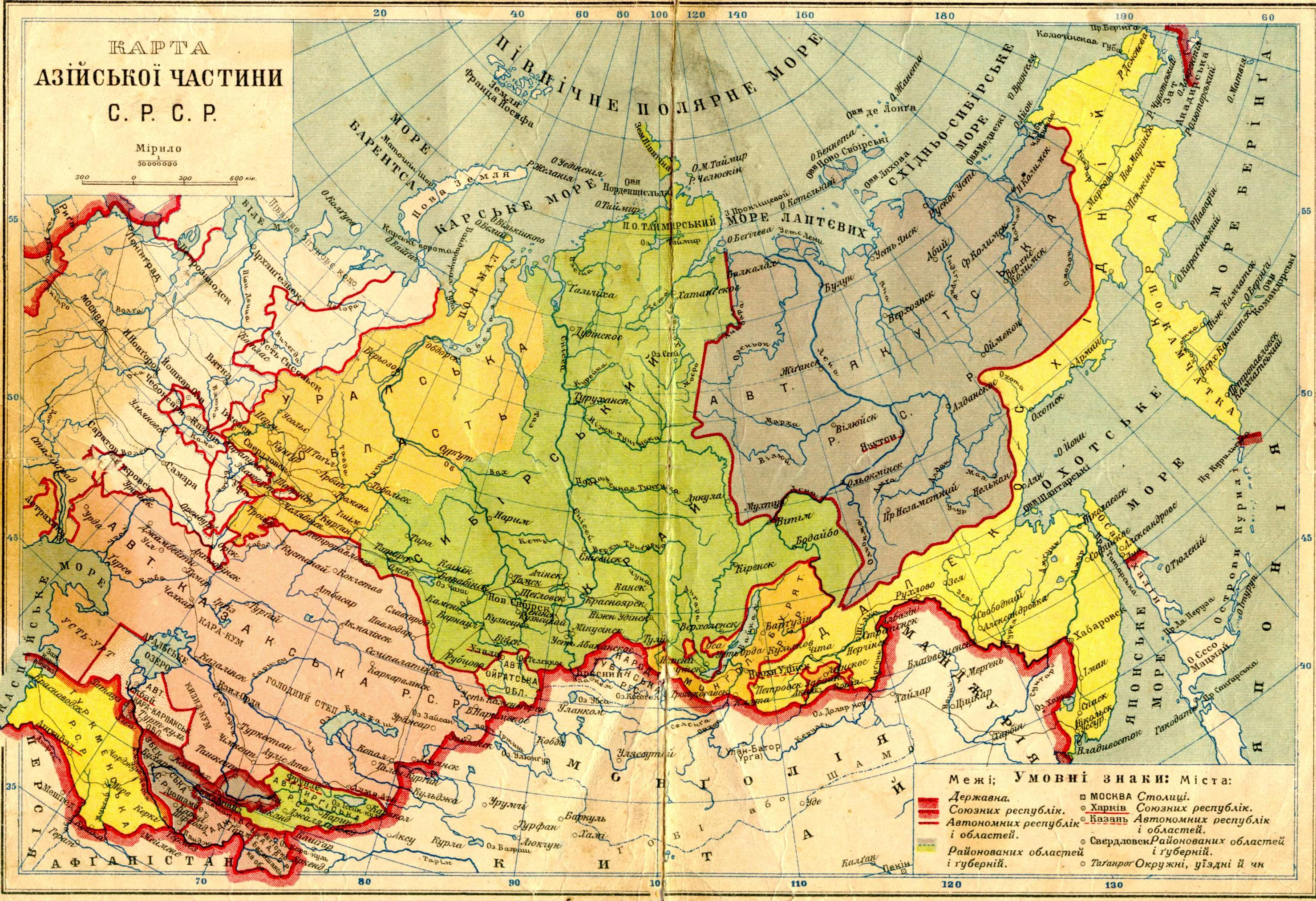
Карта азиатской части СССР (1929)